# Asger Stadfeldt
Asger Snebjørn Nicolai Stadfeldt (født 21. marts 1830 i København, død 12. december 1896 sammesteds) var en dansk fødselshjælper.
Stadfeldt blev cand.med. 1854, dr.med. 1857 (Iagttagelser over Glykosurien) og studerede derefter obstetrik i udlandet. Han søgte ved sin hjemkomst ind på Fødselsstiftelsen, blev kandidat der 1859, reserveakkuchør 1863 og konstitueredes ved professor Levys død 1866 som overakkuchør, indtil han 1867, efter konkurrence med Frantz Howitz, ansattes fast og samtidig blev lektor ved universitetet i obstetrik, gynækologi og pædiatri. Professoratet blev 1869 ordinært.
Først og fremmest var Stadfeldt lærer både for jordemødre og for studenter. Hans Lærebog for Jordemødre (1870) blev disses bibel, og for de studerende udgav han Det mekaniske Misforhold under Fødselen (1873), en omarbejdet udgave af en mængde foredrag, han havde holdt i kgl. med. Selskab, hvilende på meget indgående studier navnlig af bækkenets form. Begge bøger ændredes noget i senere udgaver og blev til Lærebog i Jordemoderkunsten (1891) og Fødselens og Barselsengens Pathologi (1889) (med Emmerik Ingerslev).
Videnskabelig set fik Stadfeldt betydning ved sit arbejde for gynækologiens indførelse i Danmark, dels gennem oprettelsen af en poliklinik for kvindesygdomme, senere ved en stationær klinik, men det, der vil bevare Stadfeldts navn for efterverdenen, var dog hans indførelse af den Pasteur-Listerske antiseptik i fødselshjælpen, hvorved han praktisk taget fik udryddet barselfeberen på Fødselsstiftelsen i København, medens sygdommen rasede med usvækket kraft andetsteds endnu 1876, da han på den hygiejniske kongres i Bryssel fremlagde sin epokegørende beretning (Les maternités, leur organisation et administration, illustrées par la statistique de 25 ans de la maternité de Copenhague).
Også de nyfødte børns mundklemme (Trismus) bekæmpede han ud fra antiseptisk standpunkt (1874). Særpræget som Stadfeldt var, således blev hans periode som overakkuchør også et afsnit for sig selv, men et, på hvilket efterfølgerne kunde bygge. Mange af hans afhandlinger har vist vej frem, og i hans lærebøger, også i den lille Svangerskabets Pathologi (1882), lå kimen til fremtidens store håndbøger. I Kjøbenhavns Fødselsstiftelse som Humanitets- og Undervisnings-Anstalt (1787—1887) har Stadfeldr selv skildret den antiseptiske reform, han havde indført.